# Delfín Ruibal
Delfín Ruibal Corella (9 de mayo de 1931, comisaría Fábrica de los Ángeles, Sonora, México-12 de septiembre de 2013, San Diego, California, Estados Unidos) fue un empresario y filántropo mexicano.

## Vida personal
Nace en la comisaría de Fábrica de los Ángeles, en el municipio de San Miguel de Horcasitas, Sonora. Fue el quinto hijo de Delfín Ruibal y María Luisa Corella. Su padre era un inmigrante Español llegado a México en barco a sus 14 años, después de una travesía de un mes. Al nacimiento de Delfín, era en ese entonces gerente de la próspera fábrica de hilos y telares, denominada La Fábrica Textil de Los Ángeles. Fue criado junto a sus hermanos Gloria Alicia, Atala, María Luisa, Enrique Francisco, y Juan Antonio.  Asistió a la primaria del Antiguo Colegio Sonora y cursó la secundaria y la preparatoria en la Universidad de Sonora, para luego, cursar sus estudios universitarios en el Tecnológico de Monterrey. En 1959, contrajo nupcias con Elsa Zaragoza Almada con quien procreó 7 hijos.

## Educación, publicaciones y vida profesional
En 1948, obtiene una beca de la Fundación Esposos Rodríguez para cursar la carrera de Ingeniero Químico por el Instituto Tecnológico de Estudios Superiores de Monterrey, al terminar la carrera publica su tesis titulada “Influencia de algunas substancias orgánicas como inhibidores de la corrosión de cobre por ácido nítrico”, en 1956. En 1953, inicia como practicante en el South West Research Institute en San Antonio, Texas. Regresó a México para trabajar como Maestro en el ITESM, adscrito al laboratorio de producción. Trabajó posteriormente en el departamento de Ingeniería Industrial de LAMOSA. En 1956, regresó al estado de Sonora para trabajar como ayudante de superintendente en Cementos Portland Nacional, donde comenzó a escalar posiciones gerenciales. Cuando San Luis Mining Co. compra la empresa, es nombrado director general de la división de cementos, la cual incluía 3 plantas cementeras, varias empresas de concreto y transportistas, ubicadas en la ciudad de Mazatlán.

## Actividad como empresario
En 1967, buscando instalar un proceso industrial con algún material plástico, investigó sobre maquinaria para industrializar el poliestireno expandido, comprando la primera maquinaria que llegó a México desde Alemania para transformar dicho material plástico. En enero de 1968, inicia operaciones Fábricas del Noroeste S.A. de C.V. en un antiguo edificio de lo que era la frigorífica de Hermosillo. Más tarde esta empresa se transformó en un conglomerado empresarial bajo el nombre de Grupo FANOSA. Dadas las condiciones climatológicas de altas temperaturas en la región, esta empresa tuvo éxito notable, al abrir filiales en las ciudades de Culiacán y Mexicali durante los años ochenta. Esto llevó a la empresa a tener clientes en los estados de Sonora, Sinaloa, Chihuahua, Coahuila, Durango, Nuevo León y Baja California. También comercializó con éxito los empaques para uva de mesa entre los viticultores del estado de Sonora; de igual manera, Fanosa produjo y distribuyó vasos desechables, hieleras y demás productos formados y fabricados con poliestireno.

## Actividad filantrópica y social

### Fundación Esposos Rodríguez
La Fundación Esposos Rodríguez es una organización sin fines de lucro que ha brindado beneficios a miles de estudiantes becados en el estado de Sonora y en todo México. Delfín Ruibal fue becado por esta Fundación para realizar sus estudios de Ingeniería en el ITESM. Años más tarde, es nombrado Secretario de la misma, en sustitución de Enriqueta de Parodi en 1967, y, ese mismo año, es nombrado miembro del Consejo de Administración. También se desempeñó como Presidente del Consejo de su Administración de 1981 a 1983. Dentro de la Fundación Esposos Rodríguez, colaboró por más de 40 años en diferentes puestos. Su agradecimiento hacia esta institución fundada por el General Abelardo L. Rodríguez se muestra en esta carta: 

Sr. General Don Abelardo L. Rodríguez Fundador de la F.E.R. Muy estimado señor y amigo: La Benemérita Fundación Esposos Rodríguez tuvo la gentileza de concederme una beca para ayudarme a cursar mis estudios profesionales en el Instituto Tecnológico de Estudios Superiores de Monterrey, N.L., la que se me cubrió hasta el penúltimo semestre de mi colegiatura, en que la decliné con el propósito de que la siguiera disfrutando algún otro joven de aspiraciones y de escasos recursos económico, en vista de que mi padre, el señor Don Delfín Ruibal, estuvo en posibilidades de costear íntegramente la conclusión de mi carrera. Tengo la gran satisfacción de comunicar a usted que el día 30 de junio último, me fue extendido, por dicho Centro de Cultura, mi Título Profesional como Ingeniero Químico, realizándose, así, el anhelo que perseguía. Además, y gracias a los merecimientos especiales que me propuse conquistar, obtuve por conducto del mismo Colegio, una beca del Instituto de Investigaciones del Suroeste, de San Antonio Texas, EE. UU., para recibir, durante un año, interesante curso de perfeccionamiento en Investigaciones Industriales. Actualmente me encuentro en esta Ciudad, al lado de mis familiares, en breve período de descanso; y a fines del presente mes me trasladaré a San Antonio, para dedicarme de lleno al desempeño y al aprovechamiento de nuevas tareas. He querido participar a usted lo anterior, cumpliendo con un elemental deber de gratitud, para llevar a su conocimiento y al de su respetable señora, que el favor que me hicieran a través de la Fundación Esposos Rodríguez, está honrado y lealmente correspondido; y tengan ambos la seguridad de que siempre los recordaré con afecto sincero, como grandes amigos y destacado benefactores de la juventud sonorense. Por separado me permito enviarle un ejemplar, dedicado, de mi Tesis Profesional.

### Otras instituciones y organizaciones
Es fundador e impulsor de la aplicación de la Doctrina Social en las Empresas a través de la Unión Social de Empresarios Mexicanos (USEM). Fue uno de los pilares fundadores y consejero de Cultura y Enseñanza Superior del Norte de Sonora, A. C. organización que funda y rige el funcionamiento del Tecnológico de Monterrey Campus Sonora Norte. De igual manera, participó en la Coparmex y Canacintra, y fue miembro del consejo de la Fundación del Empresario Mexicano. También fue miembro del Patronato de la Universidad de Sonora.